# Callyspongia hispidoconulosa
Callyspongia hispidoconulosa är en svampdjursart som beskrevs av Desqueyroux-Faúndez 1984. Callyspongia hispidoconulosa ingår i släktet Callyspongia och familjen Callyspongiidae.
Artens utbredningsområde är Nya Kaledonien. Inga underarter finns listade i Catalogue of Life.